# Гиймен, Амеде
Амеде Гиймен (фр. Amédée Guillemin; 5 июля 1826, Pierre-de-Bresse  - 2 января 1893, Pierre-de-Bresse) — французский научно-популярный автор и журналист, известный главным образом своими сочинениями по физике и астрономии, которые активно переводились на различные языки. В книге "Луна" (1866)  Гиймен с сочувствием отзывался о гипотезе французского астронома Фредерика Пети (Frédéric Petit), который считал, что вокруг Земли помимо Луны с большой скоростью вращается еще один естественный спутник размером с астероид -  эта идея нашла отражение в романе Жюля Верна "Вокруг Луны". Считается, что научно-популярные работы Гиймена послужили одним из источников для данного произведения.

## Переводы на русский язык
Гильемен А. Миры. Популярная астрономия. М.: 1867.